# Élection présidentielle cap-verdienne de 2021
L’élection présidentielle cap-verdienne de 2021 (en portugais : Eleição presidencial em Cabo Verde em 2021) se tient le 17 octobre 2021, afin d'élire le président de la République du Cap-Vert pour un mandat de cinq ans. Le président Jorge Carlos Fonseca, déjà élu deux fois, n'est pas rééligible.
Le scrutin voit principalement s'affronter deux anciens Premier ministres, le candidat du PAICV José Maria Neves et celui du MpD Carlos Veiga, ainsi que six candidats mineurs. José Maria Neves est élu dès le premier tour, une victoire qui instaure une cohabitation avec le Premier ministre Ulisses Correia e Silva, issu du MpD.

## Contexte

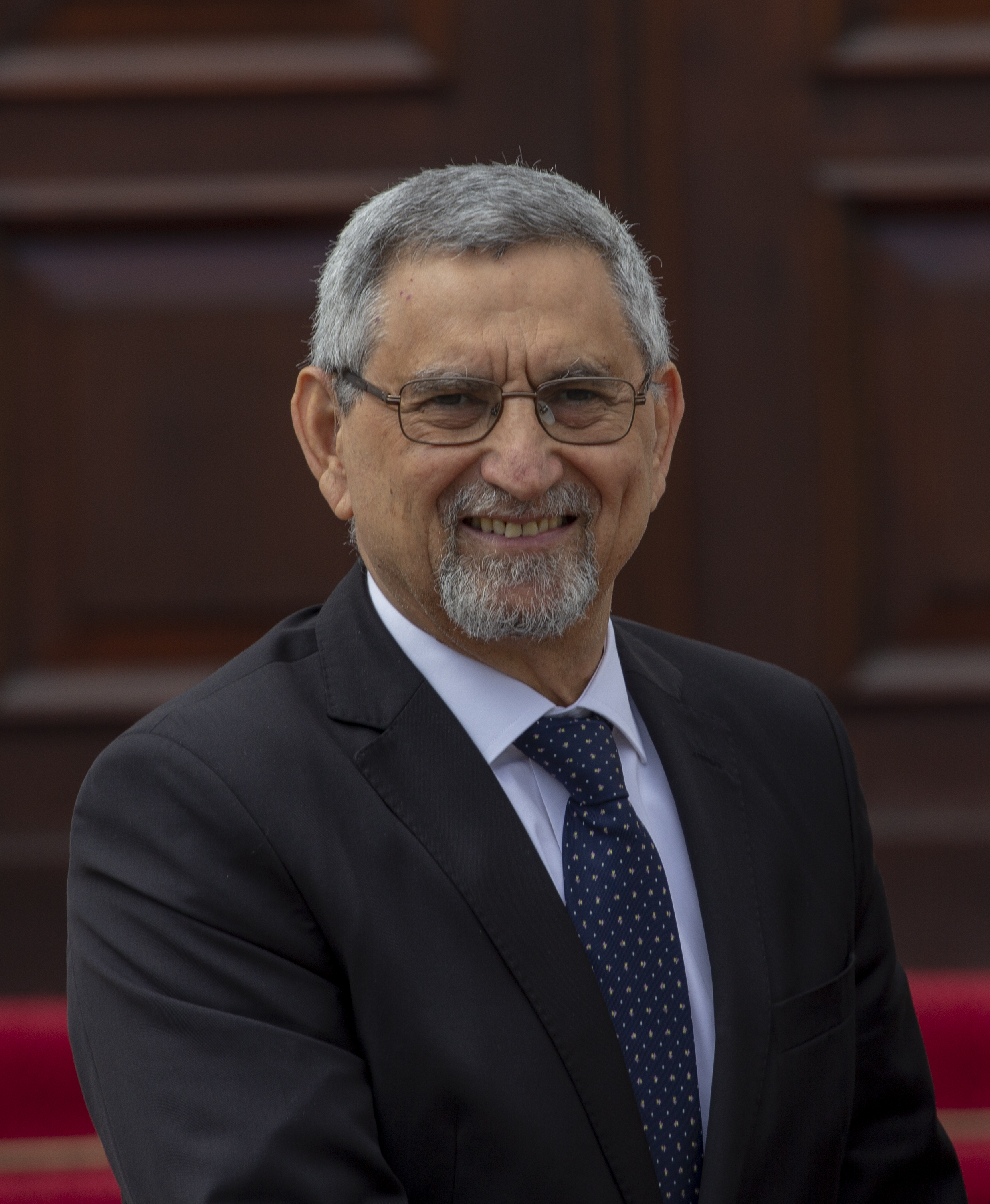
Jorge Carlos Fonseca

Le président sortant Jorge Carlos Fonseca est réélu en octobre 2016 pour un second mandat dès le premier tour de scrutin avec 74 % des voix,. Ayant déjà accompli deux mandats consécutifs, il ne peut se représenter en 2021.
L'élection de 2021 intervient dans le contexte de la pandémie de Covid-19.  Un total de sept candidatures sont validées le 25 août par la Cour constitutionnelle. Seule la candidature de Pericles Tavares est rejetée, celui ci n'ayant pas réuni les mille signatures de parrainage requises. Les deux principaux partis cap-verdiens, le Parti africain pour l'indépendance du Cap-Vert (PAICD) et le Mouvement pour la démocratie (MpD) désignent respectivement pour candidat José Maria Neves et Carlos Veiga, tous deux anciens Premier ministres.

## Système électoral
Le président de la République du Cap-Vert est élu au scrutin uninominal majoritaire à deux tours pour un mandat de 5 ans. Depuis l'amendement constitutionnel du 3 mai 2010, le nombre de mandat n'est plus illimité, mais renouvelable une seule fois de manière consécutive. Un président ayant déjà accomplis deux mandats consécutifs doit ainsi attendre un minimum de cinq ans pour se représenter à une élection présidentielle. Cette durée est portée à dix ans en cas de démission, et à vie en cas de haute trahison.
Les candidats doivent être cap-verdiens de naissance, ne pas avoir d'autre nationalité, être âgés de plus de 35 ans et avoir résidé au Cap-Vert au cours des trois années précédant l'élection. En accord avec la constitution, un candidat occupant le poste de président, de procureur général ou de chef d'état major des armées suspend l'exercice de ses fonctions à partir de l'annonce de sa candidature. Dans le cas d'un président sortant, l'intérim est exercé par le président de l'Assemblée nationale.
Le Cap-Vert a pour particularité d'autoriser le vote des citoyens vivant à l'étranger, mais de limiter le total de leur suffrages à un cinquième du total des suffrages des Cap-verdiens vivant sur le territoire national. Si le total dépasse ce seuil, il est converti en un nombre égal au seuil de telle sorte que les suffrages des candidats restent égaux en proportion, avant d'être additionné aux votes du territoire national.

## Résultats
|                          | José Maria Neves         | PAICV                    | 95 221  | 51,68 |  |  |
|                          | Carlos Veiga             | MpD                      | 78 142  | 42,41 |  |  |
|                          | Casimiro de Pina         | Ind.                     | 3 321   | 1,80  |  |  |
|                          | Fernando Rocha Delgado   | Ind.                     | 2 514   | 1,36  |  |  |
|                          | Helio Sanches            | Ind.                     | 2 112   | 1,15  |  |  |
|                          | Gilson Alves             | Ind.                     | 1 552   | 0,84  |  |  |
|                          | Joaquim Monteiro         | Ind.                     | 1 374   | 0,75  |  |  |
|                          |                          |                          |         |       |  |  |
| Votes valides            | Votes valides            | Votes valides            | 184 236 | 96,89 |  |  |
| Votes blancs et nuls     | Votes blancs et nuls     | Votes blancs et nuls     | 5 909   | 3,11  |  |  |
| Total                    | Total                    | Total                    | 190 145 | 100   |  |  |
| Abstention               | Abstention               | Abstention               | 206 220 | 52,03 |  |  |
| Inscrits / participation | Inscrits / participation | Inscrits / participation | 396 365 | 47,97 |  |  |

## Analyse et conséquences
La victoire de José Maria Neves, obtenue dès le premier tour et aussitôt reconnue par Carlos Veiga, instaure une période de cohabitation, dans la mesure où le Mouvement pour la démocratie du Premier ministre Ulisses Correia e Silva a conservé sa majorité absolue à l'Assemblée nationale aux élections législatives du 18 avril précédent.